# Radio Futura FM
Radio Futura es una radioemisora chilena ubicada en la ciudad de Talca que transmite en el 100.7 MHz del dial FM, cubriendo unos 70 km aproximadamente, entre las ciudades de Curicó hasta Parral. En los años 90 (1995-1999), también tuvo una segunda señal en la ciudad de Curicó a través del 89.9 FM.[cita requerida]
El 2008, se ubicó en el segundo lugar general de audiencia en Talca según la encuesta Ipsos, y en primer lugar en las preferencias juveniles.

## Estilo
La radio Futura es una radio transversal, escuchada por diversos segmentos de edad, predominando el público de 25 a 45 años. Su programación musical y sus diversos programas la transforman en una radio para toda la familia, entregando energía, buenas vibraciones y la mejor música.
Sus programas de lunes a viernes son: "El super despertador" con Pato Mena, "Conexión futura" con Ángela Arellano, "El mix del medio día" con Dj Cat, "Fanáticos del deporte" con un panel de especialistas, "El Recreo de Futura" con Angela Arellano y Emmanuel Jara, "Frecuencia Futura" con Paulo Fernandez, "La terminal Futura" con Chelo Nuñez y "Zafari Futura" con Vito Caceres. La programación del sábado parte con "Conexión Futura" y la dulce Angela Arellano, luego todos los clásicos en "La música sin límites" con Pedro González y "Whatsapp Futura" con Feña Bochard.
La energía, espontaneidad y alegría de sus locutores, contagian a la audiencia que la han posicionado desde hace casi 40 años, como la radio número 1 de la región del Maule sin duda.
Desde el 27 de enero de 2025, transmiten también en la ciudad de Constitución, a través de la frecuencia 100.5 MHz.

## Frecuencias Anteriores
- 89.9  MHz (Curicó); hoy Radio Favorita, sin relación con el Consorcio de Radio y Televisión Diagonal.